# Mansur Isaev
Mansur Isaev (n. 23 septembrie 1986, Kizilyurt⁠(d), RSFS Rusă, URSS) este un judocan ce a reprezentat Rusia, medaliat olimpic. A participat la o ediție a Jocurilor Olimpice (2012) în care a câștigat o medalie de aur.

## Participări
Lista de mai jos prezintă principalele competiții la care a participat Mansur Isaev de-a lungul carierei.
- judo at the 2012 Summer Olympics – men's 73 kg[*]